# 暗闇にノーサイド
『暗闇にノーサイド』（くらやみにのーさいど）は、矢作俊彦と司城志朗共著の長編小説の第1作目である。インドシナで紛争に巻き込まれクメール・ルージュの捕虜となったタツヤはスパイと疑われてホォ・グァン将軍によって拷問を受ける。その後、大金を手に入れたタツヤがホォ・グァン将軍に復讐する物語。

1983年、第10回角川小説賞受賞作品。

## あらすじ
1975年、紛争の事態が悪化して国際赤十字が引き揚げた後もタツヤとジョージはカンプチアの医療キャンプに残り患者の面倒を看ていた。そこにクメール・ルージュの幹部ホォ・グァンが率いる一隊が一人の老人（虎偉鴻）を連れてきた。タツヤ達に老人の看護をさせる一方で、タツヤはスパイの容疑をかけられホォ・グァンによって拷問にかけられ処刑されそうになる。何とか生き延びたタツヤは老人達と合流し、老人の「必ず助けが来る。」というに言葉に従い収容所に立て篭もった。ホォ・グァンの精鋭部隊が収容所の警護にやってくると間も無く老人の息子（虎景偉）に雇われたジョウの率いる傭兵部隊が救出にやってきた。戦闘でジョージと老人は死亡するがタツヤは老人の遺言で遺産の継承者に指名された。タツヤが手に入れたのは1億2000万USドルだった。
虎景偉がいくら諌めてもタツヤは平和な環境に馴染めずホォ・グァンへの復讐の意を強めジョウを香港に呼び寄せた。一方ホォ・グァンは自滅していく祖国を離れフランスへ脱出していた。フランスへやってきたタツヤ達の回りを情報機関がうごめく。元軍人のボディーガード達に警護されノルマンディの城に引きこもるホォ・グァン。ジョウが集めた傭兵達は隊列を組み城へと向かう。

タイムリミット100分間の復讐劇が開始された。

## 登場人物
タツヤ（伊藤龍哉）
海外協力青年隊のスポーツ指導員。
ジョージ
カナダ人の医師。
ホォ・グァン
クメール・ルージュの幹部。
ジョウ・ラミレル・モルテス
傭兵。
虎偉鴻（フー・ウェイフォン）
第19代 金虎
虎景偉（フー・ジンウェイ）
虎偉鴻の息子
蘇海鈴（スー・アイリーン）
UP通信 オペレーター
ロバート・ラグナー
タイムズ誌 契約記者。
ジャン・ジャニュアン
ホォ・グァンのボディーガード。
ヴェイガ・フランサ
傭兵。元フランス外人部隊員。
高原皓一
外務省勤務。タツヤの学生時代の友人。

## 主要な登場機材
- CH53D シースタリオン
- 水雷艇（Motor Torpedo Boat）
- M5 スチュアート（M5 Stuart）
- M3ハーフトラック
- DUKW

- M21 狙撃ライフル
- M1ガーランド
- S&Wボディーガード
- S&Wミリタリー・ポリス
- 対戦車ロケットシステム M47ドラゴン
- エリコンFF 20 mm 機関砲